# In pleno (musikalbum)
In pleno från 1964 är ett musikalbum med jazzpianisten Jan Johansson med kvintett. Tillsammans med albumet Jazz på ungerska återutgavs In pleno på cd på Heptegon 1996.

## Låtlista
Musiken är skriven av Jan Johansson om inget annat anges.
1. Plenum – 6:17
2. Sommar adjö (Georg Riedel) – 3:5
3. Parang chant (Rupert Clemendore) – 3:59
4. Mitt piano – 1:54
5. Musik – 3:18
6. Una muy bonita (Ornette Coleman) – 6:33
7. Fem – 4:52
8. Joshua Fit the Battle of Jericho (trad) – 4:21
9. If My Complaints (John Dowland) – 1:31

## Medverkande
- Jan Johansson – piano
- Rune Gustafsson – gitarr
- Georg Riedel – bas
- Egil Johansen – trummor
- Rupert Clemendore – slagverk